# HD 11964
HD 11964 è una stella nana gialla della costellazione dell'Balena. Dista dalla Terra circa 111 anni luce. Tre pianeti extrasolari, di cui due confermati, sono stati scoperti in orbita intorno a questo corpo celeste.